# Diecezja Ica
Diecezja Ica – diecezja Kościoła rzymskokatolickiego w Peru, w metropolii Limy. Została erygowana 10 sierpnia 1946 roku na terytorium należącym wcześniej do archidiecezji Limy. 